# American-Airlines-Flug 77
American-Airlines-Flug 77 (Flugnummer: AA77 bzw. AAL77) war ein Linienflug der US-Fluggesellschaft American Airlines, der planmäßig vom Washington Dulles International Airport nach Los Angeles führen sollte. Am 11. September 2001 wurde die Passagiermaschine des Typs Boeing 757-200 von fünf saudi-arabischen Mitgliedern des islamistischen Terrornetzwerks Al-Qaida als drittes von vier Flugzeugen im Rahmen der Terroranschläge am 11. September 2001  entführt und um 9:37 Uhr Ortszeit ins Pentagon, den Hauptsitz des US-Verteidigungsministeriums nahe der US-amerikanischen Hauptstadt Washington, D.C., gelenkt.
Bei dem Einschlag in die unteren Etagen im Westteil des Pentagons mit einer Fluggeschwindigkeit von etwa 853 km/h starben alle 64 Personen an Bord sowie 125 Personen am Boden. Zudem wurden bei dem Einschlag von AA-Flug 77 ins Pentagon 106 Personen verletzt.

## Flugzeug-Crew
Die Crew bestand aus dem Flugkapitän Charles Burlingame, dem First Officer David Charlebois sowie den Flugbegleitern Michele Heidenberger, Jennifer Lewis, Kenneth Lewis und Renee May.

## Ablauf

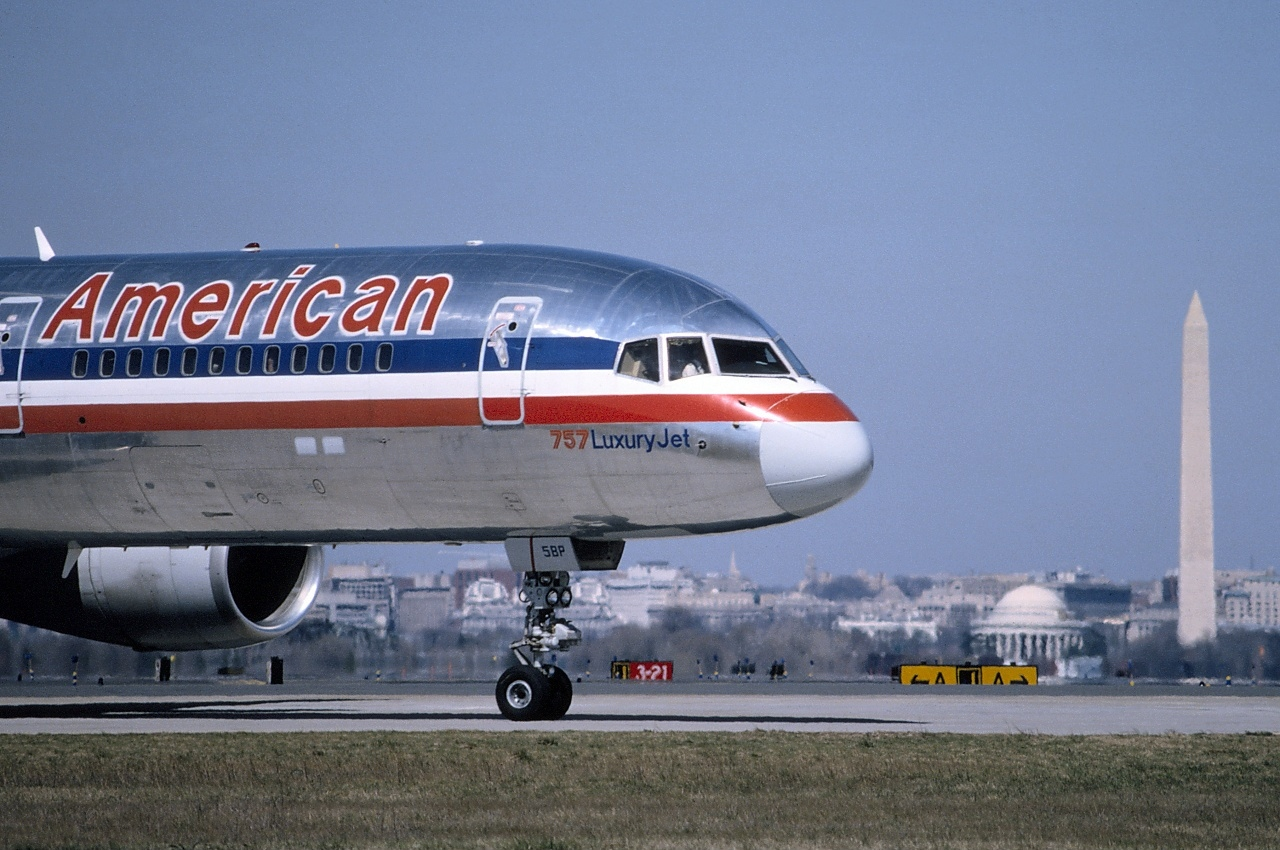
Die betroffene Maschine im März 1995 auf dem nahe dem Pentagon gelegenen Ronald Reagan Washington National Airport

Aufnahme der Überwachungskamera vom Einschlag ins Gebäude

Der Flug von Washington nach Los Angeles hob um 08:20 EDT mit zehn Minuten Verspätung, ab. Die Entführung muss laut Funksprüchen und Telefonaten zwischen 08:51 und 08:54 EDT stattgefunden haben. Bei den Entführern handelte es sich um die saudi-arabischen Staatsbürger Hani Handschur (als Pilot), Khalid al Mihdhar, Majid Moqed, Nawaf al Hazmi und Salem al Hazmi. Um 08:56 EDT änderte das Flugzeug die vorgesehene Richtung und schaltete den Transponder aus. Um 09:37:44 Uhr (EDT), nach 1 Std. und 15 Minuten Flugzeit, wurde das Linienflugzeug mit  980 km/h in das Pentagon gesteuert. Dieser Einschlag folgte 50 Minuten nach dem ersten und 30 Minuten nach dem zweiten Einschlag der Flugzeuge ins World Trade Center in New York City. Es gibt fünf Augenzeugenberichte von Pkw-Fahrern auf der Interstate 395 bzw. auf dem Washington Boulevard von dem letzten Flugabschnitt. Ein weiterer Augenzeuge wohnte in der Nähe. Außer von einer Überwachungskamera sind alle bekannten Fotografien vom getroffenen Gebäude erst nach dem Einschlag gemacht worden. Ein Taxi wurde von einer Straßenlaterne getroffen, die das Flugzeug zuvor beschädigt hatte.

## Schäden

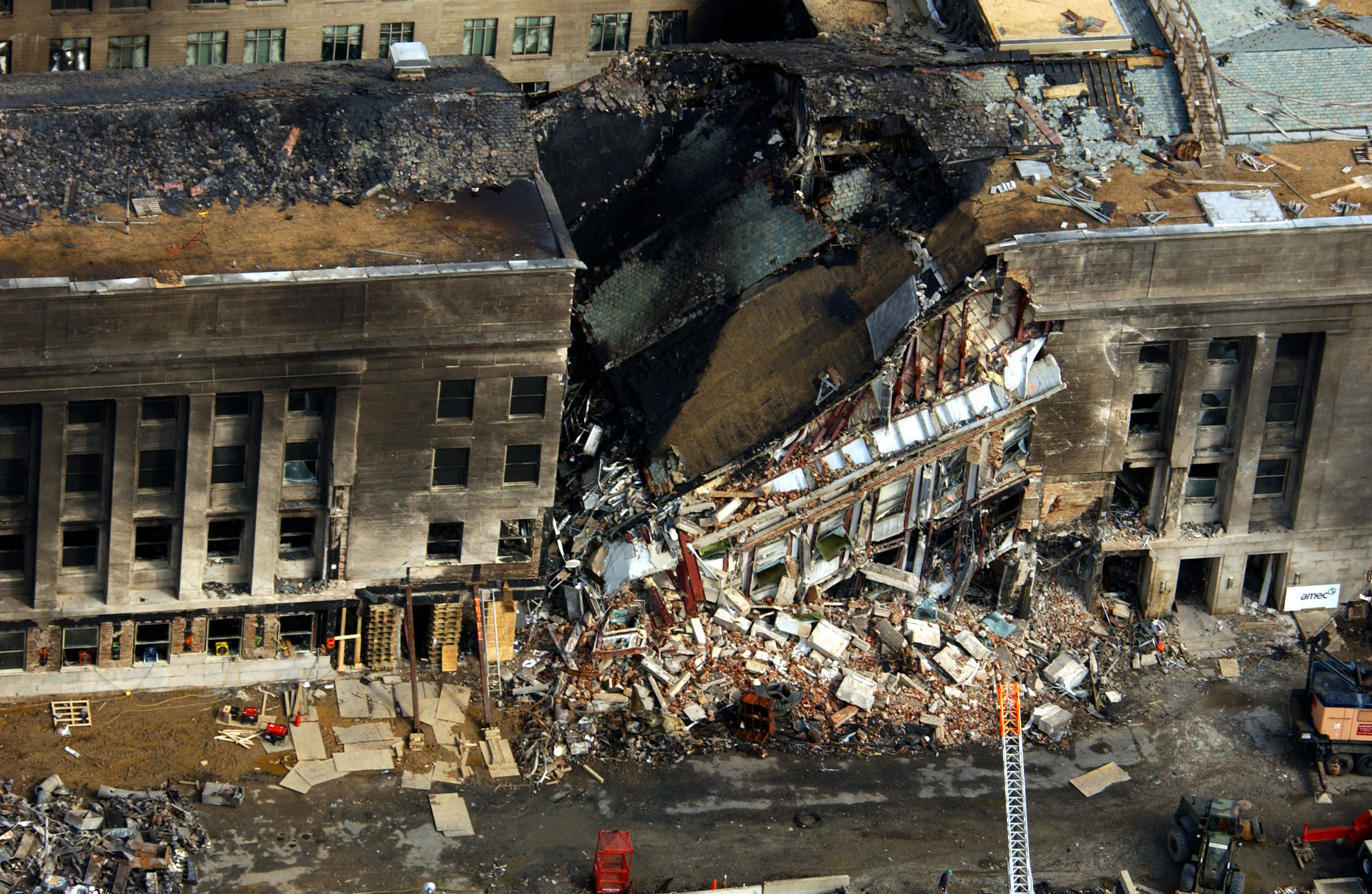
Das Pentagon nach dem Einsturz (Aufnahme vom 14. September)

Das Pentagon wurde nur begrenzt beschädigt. Die befestigte Bauweise von 1941, die für die Lasten der Akten verstärkt ausgeführt wurde, half vermutlich, die Auswirkung und die Opferzahl relativ niedrig zu halten. Auch die Sicherheitsfenster und die 2001 kurz vor den Anschlägen neu eingebaute bzw. überholte Sprinkleranlage retteten vielen Menschen im 1. Stock und in den angrenzenden Blöcken das Leben. Erst 19 Minuten nach dem Einschlag und dem ausbrechenden Feuer brach der 1. Stock in sich zusammen.
Das Einschlagloch war anfangs fast nicht auszumachen, da die entführte Boeing 757 mittig auf ein Eisentor für Zulieferer einschlug und erst innerhalb des Gebäudekomplexes in einer Kerosin-Feuerwolke explodierte.
Aufgrund der starken Beschädigungen am Gebäude, der geringen Beschädigung um das Gebäude, widersprüchlicher Zeugenaussagen und dem Vorenthalten von Informationen (zum Beispiel Videoaufnahmen) durch das Verteidigungsministerium kursieren mehrere von der sogenannten „offiziellen Version“ abweichende Verschwörungstheorien über den Anschlag.

## Gedenkstätte
In Arlington wurde eine Gedenkstätte am Pentagon errichtet, um an die Personen zu erinnern, die dort ihr Leben verloren haben.

## Darstellung in Medien
- Pentagon 9/11. (Originaltitel: Inside 9/11: The Pentagon Attack). Mayday – Alarm im Cockpit [Staffel 16; Folge 2]
- Auch eine Folge der Fernsehserie Sekunden vor dem Unglück widmete sich der Katastrophe

## Nationalitäten der Opfer im Flugzeug

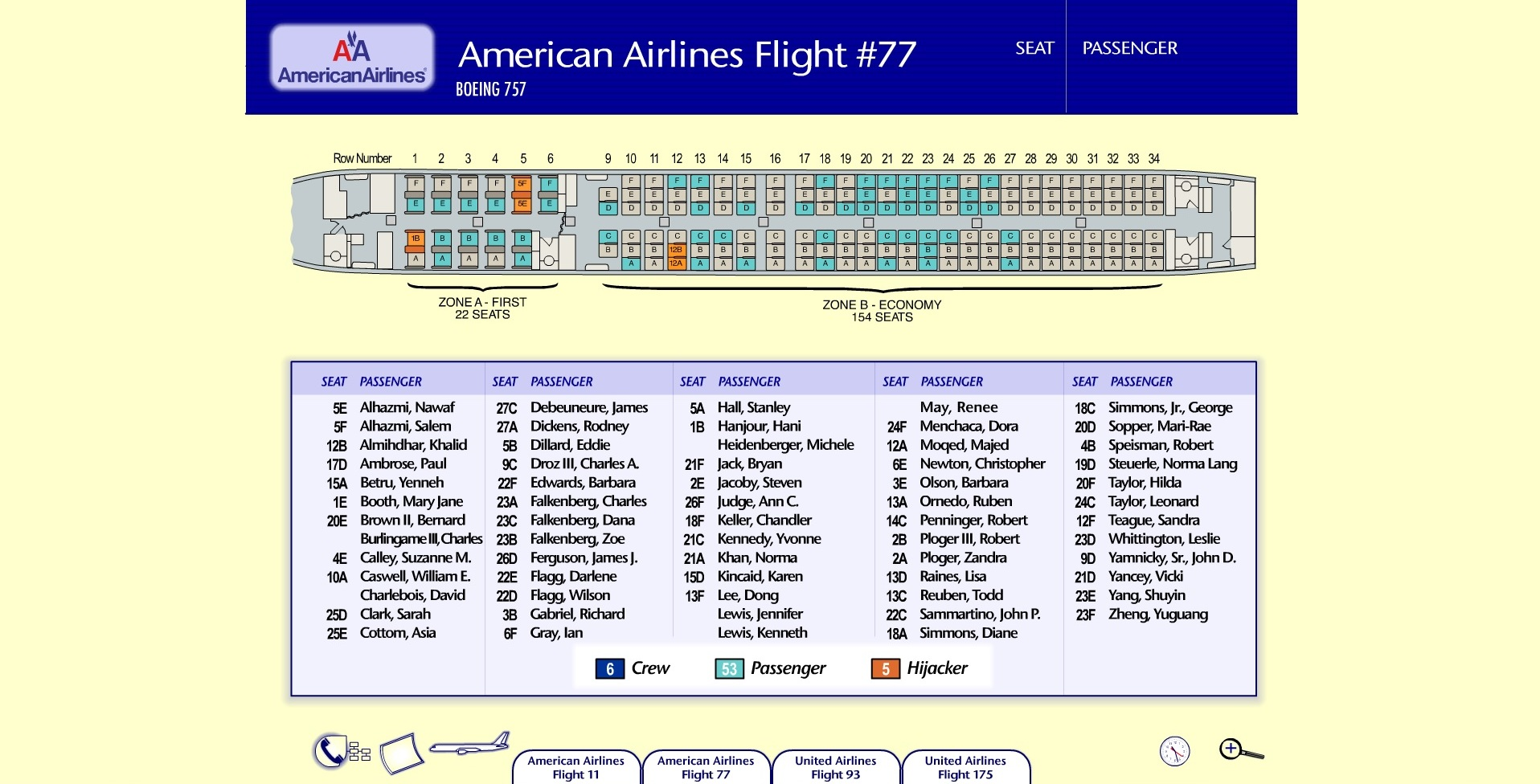
Passagierliste des Fluges

Die Nationalität der 53 Passagiere (ohne Entführer) und 6 Besatzungsmitglieder umfasste 6 verschiedene Länder:
| Nationalität           | Passagiere | Besatzung | Gesamt |
| ---------------------- | ---------- | --------- | ------ |
| Vereinigte Staaten     | 47         | 6         | 53     |
| Volksrepublik China    | 2          | –         | 2      |
| Australien             | 1          | –         | 1      |
| Äthiopien              | 1          | –         | 1      |
| Südkorea               | 1          | –         | 1      |
| Vereinigtes Königreich | 1          | –         | 1      |
| Gesamt                 | 53         | 6         | 59     |